# Le Breuil-sous-Argenton
Le Breuil-sous-Argenton és un municipi francès situat al departament de Deux-Sèvres i a la regió de la Nova Aquitània. L'any 2007 tenia 401 habitants.

## Demografia

### Població
El 2007 la població de fet de Le Breuil-sous-Argenton era de 401 persones. Hi havia 158 famílies de les quals 36 eren unipersonals (20 homes vivint sols i 16 dones vivint soles), 69 parelles sense fills, 45 parelles amb fills i 8 famílies monoparentals amb fills.
La població ha evolucionat segons el següent gràfic:
Habitants censats

### Habitatges
El 2007 hi havia 208 habitatges, 170 eren l'habitatge principal de la família, 18 eren segones residències i 20 estaven desocupats. 197 eren cases i 10 eren apartaments. Dels 170 habitatges principals, 135 estaven ocupats pels seus propietaris, 34 estaven llogats i ocupats pels llogaters i 2 estaven cedits a títol gratuït; 4 tenien una cambra, 10 en tenien dues, 22 en tenien tres, 30 en tenien quatre i 104 en tenien cinc o més. 139 habitatges disposaven pel capbaix d'una plaça de pàrquing. A 81 habitatges hi havia un automòbil i a 82 n'hi havia dos o més.

### Piràmide de població
La piràmide de població per edats i sexe el 2009 era:
| Homes | Edats   | Dones |
| ----- | ------- | ----- |
| 0     | 95 o +  | 0     |
| 4     | 90 a 94 | 4     |
| 8     | 85 a 89 | 8     |
| 8     | 80 a 84 | 8     |
| 4     | 75 a 79 | 4     |
| 12    | 70 a 74 | 12    |
| 4     | 65 a 69 | 12    |
| 0     | 60 a 64 | 4     |
| 12    | 55 a 59 | 0     |
| 24    | 50 a 54 | 24    |
| 24    | 45 a 49 | 12    |
| 16    | 40 a 44 | 20    |
| 0     | 35 a 39 | 20    |
| 12    | 30 a 34 | 8     |
| 4     | 25 a 29 | 8     |
| 8     | 20 a 24 | 16    |
| 24    | 15 a 19 | 16    |
| 12    | 10 a 14 | 16    |
| 20    | 5 a 9   | 16    |
| 0     | 0 a 4   | 4     |

## Economia
El 2007 la població en edat de treballar era de 273 persones, 205 eren actives i 68 eren inactives. De les 205 persones actives 186 estaven ocupades (108 homes i 78 dones) i 19 estaven aturades (6 homes i 13 dones). De les 68 persones inactives 26 estaven jubilades, 15 estaven estudiant i 27 estaven classificades com a «altres inactius».

### Ingressos
El 2009 a Le Breuil-sous-Argenton hi havia 171 unitats fiscals que integraven 415 persones, la mediana anual d'ingressos fiscals per persona era de 18.209 €.

### Activitats econòmiques
Dels 17 establiments que hi havia el 2007, 2 eren d'empreses de fabricació d'altres productes industrials, 3 d'empreses de construcció, 5 d'empreses de comerç i reparació d'automòbils, 1 d'una empresa d'hostatgeria i restauració, 1 d'una empresa immobiliària, 3 d'empreses de serveis i 2 d'empreses classificades com a «altres activitats de serveis».
Dels 7 establiments de servei als particulars que hi havia el 2009, 2 eren tallers de reparació d'automòbils i de material agrícola, 2 lampisteries, 1 electricista, 1 perruqueria i 1 restaurant.
L'únic establiment comercial que hi havia el 2009 era una botiga de material esportiu.
L'any 2000 a Le Breuil-sous-Argenton hi havia 25 explotacions agrícoles que ocupaven un total de 1.184 hectàrees.

## Poblacions més properes
El següent diagrama mostra les poblacions més properes.